# Іптар-Сін
Іптар-Сін — ассирійський правитель, який правив упродовж 12 років у XVII столітті до н. е.

## Правління
Найбільш імовірно, що Лібая, Шарма- Адад I й Іптар-Сін були молодшими братами Бел-бані.